# Pôle des libertés - Pôle du bon gouvernement

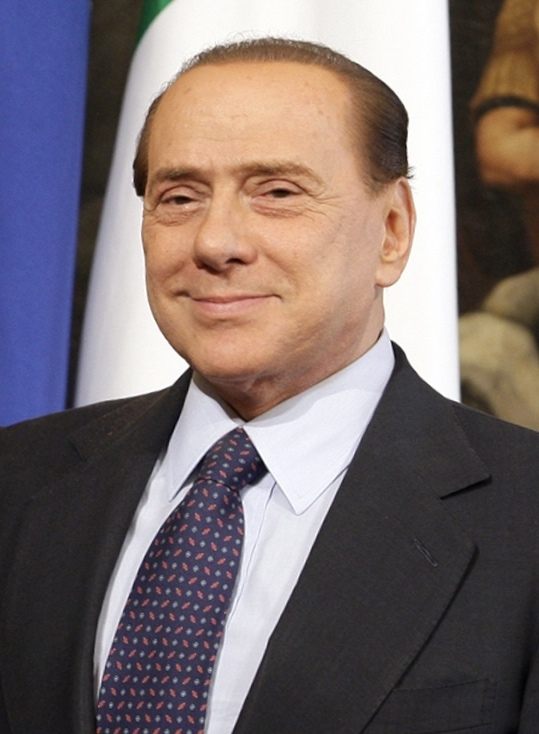
Silvio Berlusconi lors d'une rencontre avec José Luis Rodríguez Zapatero.

Le Pôle des libertés (PdL) et le Pôle du bon gouvernement (PBG) sont deux coalitions électorales italiennes de centre droit constituées pour les élections générales de 1994.

## Histoire
Ces coalitions sont reliées entre elles : le Pôle des libertés est formé par Forza Italia et la Ligue du Nord, le Pôle du bon gouvernement par Forza Italia et l'Alliance nationale. Toutes deux se réfèrent à Silvio Berlusconi, leader de Forza Italia. Le Pôle des libertés se présente dans les circonscriptions du centre et du nord de l'Italie, alors que le Pôle du bon gouvernement se présente dans celles du sud et du centre. Toutefois, dans les circonscriptions du Centre-Nord, l'Alliance nationale présente ses candidats contre ceux du Pôle des libertés.
Le succès du Pôle permet la formation du premier gouvernement Silvio Berlusconi. Après le retrait de la Ligue du Nord, l'alliance de centre droit prend le nom de Pôle pour les libertés, dénomination sous laquelle elle se présente aux élections générales de 1996.